# 马里奥网球
《马里奥网球》（香港旧译）是由任天堂为Virtual Boy开发的1995年体育类电子游戏。这是Virtual Boy的首发游戏，更成为北美的捆绑游戏。游戏获得媒体不一的评价，称游戏提供了良好的网球基本要素。
系列至今共有七款作品，兩款移植作品。分别为瑪利歐網球，瑪利歐網球64（GB），瑪利歐網球GC，瑪利歐網球Advance，用Wii玩：瑪利歐網球GC，瑪利歐網球 公開賽，瑪利歐網球 終極扣殺和瑪利歐網球 王牌高手。